# Ахурјан
Ахурјан (јерм. Ախուրյան; тур. Arpaçay) је река у региону јужног Кавказаи лева притока реке Аракс. У горњем току тече кроз територију Јерменије, док у доњем делу тока представља границу између Јерменије и Турске. Ахурјан је отока језера Арпи у северозападној Јерменији, док се ушће у Аракс налази у близини села Багаран, такође у Јерменији.

## Име
У старим урартским списима из Саракамиша (VIII век п. н. е.) спомиње се град Ахурјани уз који се веже и име реке која је туда протицала.
У турском језику река се зове Арпачај или чак Западни Арпачај (Arpaçay).

## Географске и физичке одлике
Река извире на висоравни на надморској висини од 2.023 метра, и отока је вештачког језера Арпи које је изграђено током 1950-их година. У горњем току пролази кроз влажна и замочварена подручја марза Ширак у Јерменији. Након 15 km мирног тока, скреће ка југу и усеца се у Ширакски плато. У том подручју речно корито је дубоко усечена клисура, на појединим местима дубока и до 400 метара, а ту прима и своју највећу притоку, реку Карс. Улива се у реку Аракс код места Багаран у Јерменији.
Укупна дужина тока износи 186 km, од чега чак 2/3 тока представља границу између Јерменије и Турске. Површина басена је 9.670 km². Кишно-снежног је режима. У току зиме њена површина се замрзне. Просечан проток воде износи 26,9 m³/s, док на годишњем нивоу то износи 847 милиона m³.
На Ахурјану постоје две вештачке акумулације, Карнутска и Ахурјанска чије воде се углавном користе за наводњавање околних пољопривредних подручја. У близини града Гјумрија је изграђена и мала хидроелектрана, инача најстарији објекат тог типа у Јерменији (изграђена 1928. године).
На левој обали реке се налази други по величини јерменски град Гјумри. На њеним обалама је било смештено 4 од укупно 12 историјских престоница Јерменије (Ширакаван, Ани, Багаран и Јервандашат).